# Józefowo (gmina Rzgów)
Józefowo – wieś w Polsce położona w województwie wielkopolskim, w powiecie konińskim, w gminie Rzgów.
W latach 1975–1998 miejscowość należała administracyjnie do województwa konińskiego.